# فراین در پیش روی آرئوپاژ
فراین در پیش‌روی آرئوپاژ (به فرانسوی: Phryne devant l'Areopage) یک نقاشی کشیده‌شده در ۱۸۶۱ میلادی اثر ژان-لئون ژروم است. موضوع اصلی این نقاشی درباره تن‌فروشی افسانه‌ای در روم باستان به نام فراین بود که به بی‌ایمانی متهم شده‌بود و مورد محاکمه قرار گرفت. فراین پس از اینکه مدافعش هایپرایدس لباس او را برداشت و بدن برهنه او را نشان‌داد، تبرئه‌شد.
این نقاشی در سالن در سال ۱۸۶۱ میلادی به نمایش درآمد. این اثر هم‌اکنون در موزه هنری کونستال هامبورگ نگهداری می‌شود.

## الهام گرفتن
برنارد گیلِم کاریکاتوری سرشناس در سال ۱۸۸۴ با عنوان فراین پیش از شیکاگو تریبونال خلق کرد که در آن فراین با نامزد ریاست جمهوری حزب جمهوری‌خواه، جیمز جی. بلین، و هایپرایدس نیز با سردبیر روزنامه، وایتلو رید، جایگزین شده‌بودند.